# Nerv
Bei einem Nerv (lateinisch nervus, Abkürzung N., Plural Nerven, nervi, Abkürzung Nn.; von altgriechisch νεῦρον neúron, deutsch ‚Faden‘, ‚Sehne‘ oder auch ‚Schnur‘, ‚Saite‘, ‚Nerv‘) handelt es sich um parallel verlaufende Nervenfasern (Zellfortsätze: Axone und Dendriten), die in einer Bindegewebshülle liegen. Nerven gehören zum peripheren Nervensystem und dienen dem Informationsaustausch im tierischen Organismus.

## Aufbau

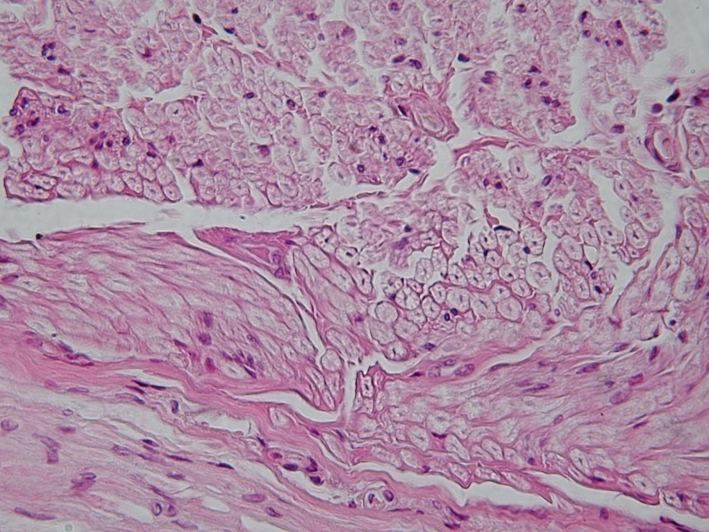
Querschnitt eines peripheren Nerven

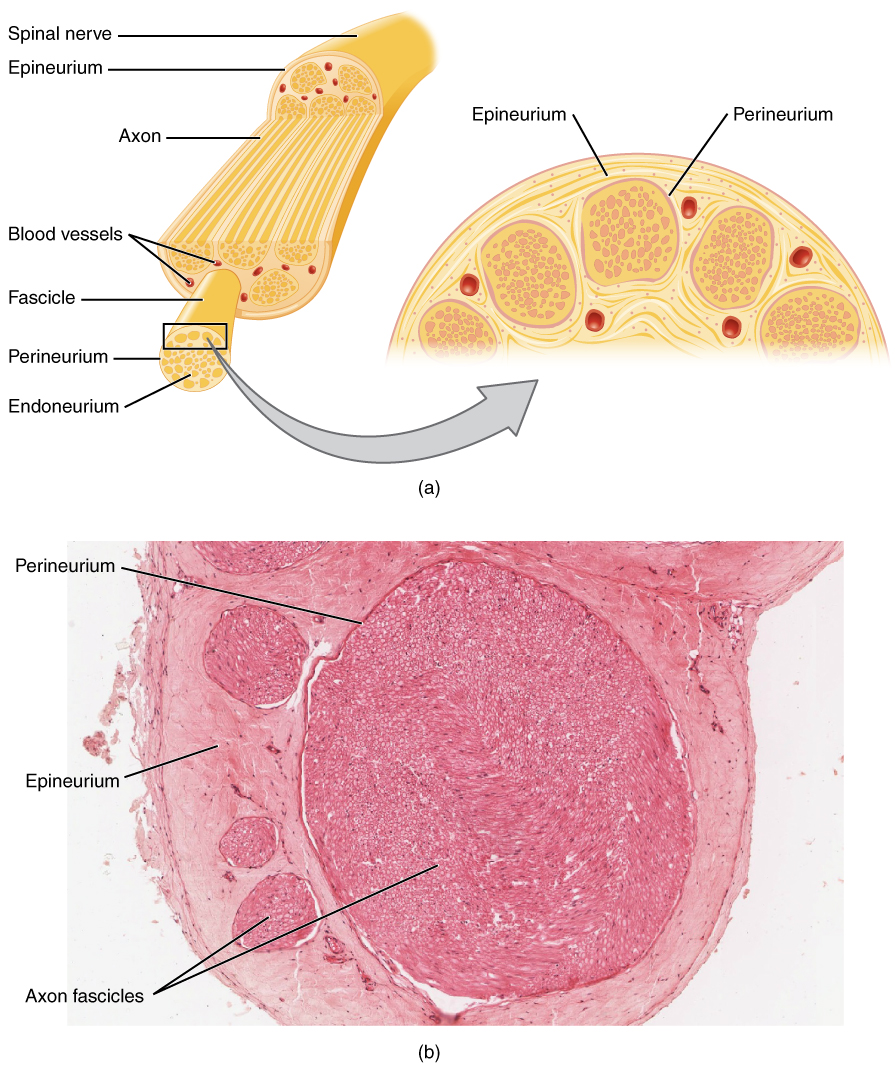
Querschnitt eines peripheren Nervs, schematische Darstellung und Benennung der morphologischen Strukturen

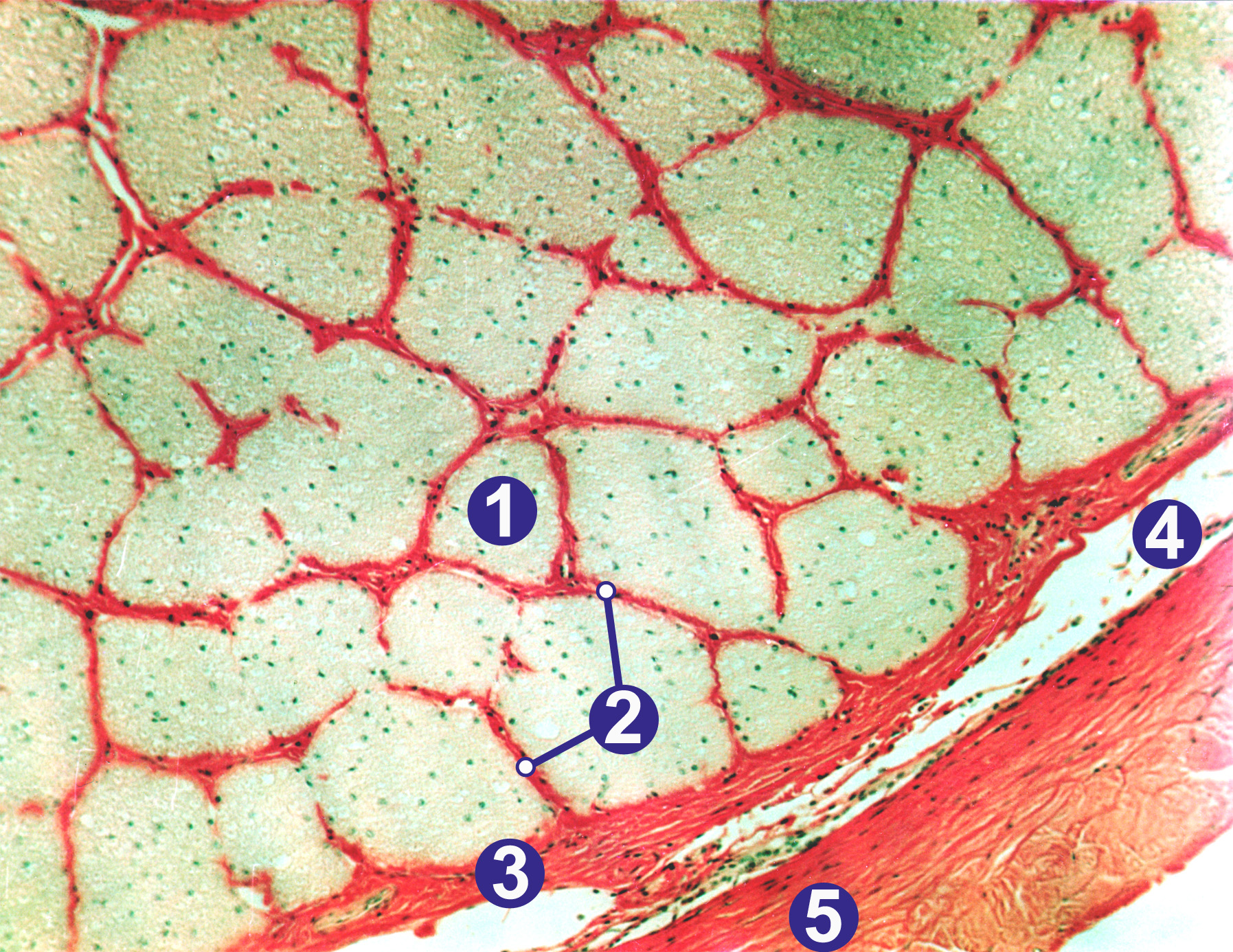
Querschnitt eines Sehnervs: (1) Nervenfaserbündel, (2) Perineurium, (3) Epineurium (Pia mater), (4) Arachnoidea mit Liquorspalt, (5) Dura mater

Die einzelnen Axone eines Nervs sind von einer bindegewebigen Hülle umschlossen, die als Endoneurium bezeichnet wird. Mehrere Axone sind zu Nervenfaserbündeln, sogenannten Faszikeln, zusammengefasst, die wiederum von Bindegewebe (Perineurium) umhüllt sind. Die Bindegewebshülle um den gesamten Nerv wird als Epineurium bezeichnet.
Bei nicht-peripheren Nerven, wie beispielsweise dem Sehnerv, wird die äußere Hülle aus den Hirnhäuten gebildet. Hier bildet die Dura mater das Epineurium; auch Arachnoidea und Pia sowie Subarachnoidalraum umhüllen den Nervus opticus und bilden Peri- bzw. Endoneurium.

## Unterteilung
Nach dem Ursprung der Nerven werden bei Wirbeltieren Spinalnerven, die das Zentralnervensystem (ZNS) im Bereich des Rückenmarks verlassen, und Hirnnerven, die aus dem Gehirn entspringen, unterschieden. Im Bereich der Gliedmaßenursprünge bilden die Spinalnerven Nervengeflechte (Plexus brachialis, Plexus lumbosacralis), in denen sich Anteile verschiedener Rückenmarksnerven vermischen und zu Plexusnerven formieren.
Nach der Richtung der Erregungsleitung werden Afferenzen (zum Zentralnervensystem hin) und Efferenzen (vom ZNS in die Peripherie) unterschieden. Die Afferenzen leiten sensible oder sensorische Informationen, stehen also im Dienst der Wahrnehmung innerer und äußerer Reize. Die Efferenzen leiten motorische oder sekretorische Impulse. Nach dem Zielgebiet werden die afferenten und efferenten Nerven weiter in somatische (Nerven der Körperwand; von altgriechisch σῶμα sṓma, deutsch ‚Körper‘) und viszerale (Nerven der Eingeweide; von lateinisch visceralis ‚die Eingeweide betreffend‘) unterschieden. Die meisten Nerven sind gemischte Nerven, enthalten also sowohl afferente als auch efferente Fortsätze.
Auf dem Weg zu ihrem Zielgebiet (Innervationsgebiet) verzweigen sich die Nerven immer weiter. Die kleineren Nervenäste werden als Rami (Sg. Ramus) bezeichnet.

## Weiterführende Literatur
- Friedrich Solmsen: Griechische Philosophie und die Entdeckung der Nerven. (Originaltitel: Greek philosophy and the discovery of the nerves. In: Museum Helveticum 18, 1861, S. 150–197; auch in: Kleine Schriften., I–III, Hildesheim 1968–1982, Band I (1968), S. 536–582) Aus dem Englischen übersetzt von Dorothea Flashar. In: Hellmut Flashar (Hrsg.): Antike Medizin. Darmstadt 1971 (= Wege der Forschung, 221), S. 202–279.
- Andrei P. Shcheglov: Galens’s terminology: the philosophical and symbolic meaning of “nerve”. In: Istoriya meditsiny (History of Medicine). Band 2, 2015, S. 554–564.